# Teseu
Teseu (en grec: Θησεύς, Thesseus) fou un llegendari rei d'Atenes, fill d'Egeu (o de Posidó) i d'Etra. Teseu és un heroi fundador, com Perseu, Cadme o Hèracles, tots els quals van acabar sent identificats amb un antic ordre social i religiós. Així com Hèracles és l'heroi dori per excel·lència, Teseu és l'heroi de l'Àtica, considerat pels atenencs com el seu gran reformador. El seu nom prové de la mateixa arrel que θεσμoς (institució en grec). A Les granotes, Aristòfanes li atribueix la invenció de múltiples tradicions quotidianes atenenques. Teseu havia viscut una generació abans de la guerra de Troia, en què van participar els seus dos fills, Demofont i Acamant.

## Naixement i els sis «treballs» de Teseu
Hi ha diverses tradicions sobre l'origen de Teseu. Una d'elles el considera fill d'Egeu i d'Etra. Egeu no aconseguia tenir fills amb les seves esposes i, havent consultat l'oracle de Delfos, aquest li va prohibir "deslligar la bóta de vi abans d'arribar a Atenes". Llavors Egeu es desvià de la seva ruta per anar a demanar el parer de Piteu, rei de Trezè i un dels fills de Pèlops, perquè li expliqués el consell de l'oracle. Piteu el va entendre de seguida i va aconseguir embriagar Egeu perquè s'unís a la seva filla Etra, i va concebre Teseu. Tanmateix, d'altres versions diuen que aquella nit Etra havia estat violada per Posidó, i que per tant Teseu era fill seu (o fins i tot, que la barreja de semen d'Egeu i Posidó havia donat a Teseu una amalgama de qualitats humanes i divines). Teseu va passar els seus primers anys a Trezè, a càrrec del seu avi Piteu. Egeu no es va voler endur el nen que havia de néixer a Atenes, ja que temia els seus nebots, els Pal·làntides, fills de Pal·lant, el seu germà. Abans de marxar va deixar les seves sandàlies, el seu escut i la seva espasa sota una gran roca, dient-li a Etra que no ho revelés al seu fill fins que aquest pogués moure la roca, recuperant els objectes com a prova del seu llinatge reial. Quan va tornar a Atenes, Egeu es va casar amb Medea, que havia fugit de Corint després de matar els dos fills que havia tingut amb Jasó.
L'heroi doncs, va créixer a Trezè, la terra de la seva mare, i va rebre l'educació de Cònnidas, un pedagog a qui els atenesos en època històrica encara sacrificaven un moltó la vigília de la festa de Teseu. Quan va tenir setze anys, havia adquirit tal vigor que la seva mare li revelà el secret de la seva procedència. El va portar fins a la roca on Egeu havia amagat l'espasa i les sandàlies i, fent un gran esforç, va moure la roca i Teseu recuperà les propietats del seu pare. Decidit a anar a Atenes per donar-se a conèixer, podia triar entre anar-hi per mar (el camí segur que li recomanaren la seva mare Etra i el seu avi Piteu) o per terra, seguint el perillós camí de l'istme de Corint, en el qual trobaria un seguit de sis entrades a l'Inframon, cadascuna guardada per un enemic Ctònic. A més en aquella època Hèracles era a Lídia, esclau d'Òmfale, i els monstres i bandits que havien estat amagats fins aquell moment, tornaven a campar pel territori. Teseu era jove, valent i ambiciós, i volia imitar el que seria el seu amic Hèracles, de manera que decidí escollir el camí terrestre.
A la primera, que es trobava a Epidaure (lloc sagrat d'Apol·lo i Asclepi), Teseu matà en Perifetes i s'apoderà de la seva maça, que sovint l'identifica en la pintura en ceràmica. Després matà en Sinis, que es desfeia dels seus enemics doblegant dos pins pròxims, lligant les copes entre si i un braç de la seva víctima a cadascuna d'elles. Quan alliberava els arbres, aquests destrossaven el cos de l'infeliç. Després de matar en Sinis, Teseu tingué una relació amorosa amb la seva filla, Perigune, amb qui tingué un fill, Melanip. Més endavant, a Cromió, va matar la truja de Cromió, que havia mort moltes persones i que es deia que era filla de Tifó i Equidna. A les roques Escirònies matà n'Esciró, el bandit de la tortuga. A Eleusis vencé el forçut Cercíon i finalment matà el psicòpata dels llits, en Damastes (també anomenat Procust).

## Arribada a Atenes
Una vegada superades aquestes proves, va arribar a la vora del riu Cefís, on els membres del llinatge dels fitàlides el van purificar per totes les morts que havia comès. Un cop purificat, Teseu va entrar a Atenes el vuitè dia del mes d'hecatombeus. La situació de la ciutat era confosa. Egeu estava sota el poder de la fetillera Medea, que havia promès que el guariria de la seva infertilitat amb encanteris. Teseu va arribar precedit per la fama de matador de monstres, i Medea va endevinar de seguida la seva identitat. Però Egeu no sabia que aquell estranger era el seu fill i va tenir por. Medea no el va voler treure del seu error i el va convèncer que convidés el jove a un banquet per poder honorar-lo, però el que volia era enverinar-lo i desfer-se d'ell. Teseu va acceptar la invitació al sopar sense revelar la seva identitat. Però durant l'àpat, Teseu va desembeinar l'espasa que havia recuperat de sota la roca per tallar la carn. Quan va veure l'arma, Egeu la va reconèixer i va llençar la copa amb el verí, i explicà a tothom que aquell era el seu fill. Medea va ser repudiada i desterrada per Egeu.
Una altra tradició explicava que abans de tractar d'enverinar-lo, Medea l'havia intentat destruir enviant-lo a combatre el brau de Marató (que a vegades es diu que era el brau de Creta que Hèracles havia portat al Peloponès, i que treia foc pel nas). Cal·límac explica en un poema que la nit abans d'atrapar el brau, Teseu la passà a la cabanya de la vella Hècale, que prometé oferir un sacrifici a Zeus si el jove en sortia victoriós. Teseu capturà el brau, l'encadenà i l'oferí en sacrifici a Apol·lo Delfini. Però quan tornà a la cabanya, trobà la vella morta. En el seu honor establí un culte a Zeus.
Teseu fou reconegut com a fill i successor d'Egeu. Aquest fet provocà la rebel·lió dels Palàntides, els cinquanta fills del germà d'Egeu, Pal·lant, ja que un d'ells hagués estat el successor d'Egeu si aquest no hagués tingut descendència. Teseu, gràcies a la seva astúcia militar, aconseguí acorralar els seus enemics i matar-ne una gran part, fent fugir a la resta. Teseu fou aclamat per tots els atenencs i reconegut com a futur rei. Eurípides, al seu Hipòlit, explica que Teseu, per culpa d'aquestes morts, va ser desterrat i va passar un any a Trezè.

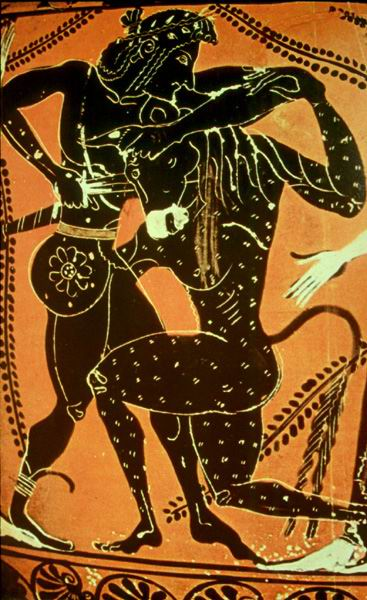
Teseu i el Minotaure en pintura en ceràmica del

## Teseu i el Minotaure
Anys abans, Egeu havia mort Androgeu, fill de Minos (el rei de Creta), ja que sospitava que planejava una rebel·lió contra ell. Minos va viatjar a Atenes per a trobar el culpable de la mort del seu fill i, en no trobar-lo, assolà tota la regió i imposà un tribut especial a Atenes: cada nou anys, els atenencs havien d'enviar set nois i set noies a Creta, destinats a ser menjats pel Minotaure. Quan arribà l'hora de satisfer el tribut per tercer cop, els atenencs començaren a murmurar contra Egeu, de manera que Teseu s'oferí voluntari per anar a Creta. També es deia que Minos escollia personalment les víctimes, i que en aquella ocasió va reclamar Teseu. En partir, el vaixell de Teseu rebé dues veles: una de blanca per si Teseu aconseguia matar el Minotaure, i una de negra per si l'aventura no acabava bé. La nau portava per pilot Nausítou, un home de Salamina que li havia cedit Esciros, rei d'aquella ciutat, perquè entre els nois hi anava Menestes, el seu net. Entre les noies hi havia Eribea o Peribea, una filla d'Alcàtou. De Peribea s'explicava una història: Minos havia anat personalment a buscar el tribut a Atenes, i durant la travessia es va enamorar de la jove. Ella va cridar Teseu perquè l'ajudés. Teseu va dir a Minos que, en qualitat de fill de Posidó, era tan noble com ell, encara que el seu pare fos Zeus. Minos pregà a Zeus, qui envià un llamp. El rei cretenc també va llençar el seu anell al mar i va dir a Teseu que, si era fill de Posidó, l'hi tornés. Teseu es va llençar al mar i en arribar al palau marí del seu pare, aquest l'hi va donar l'anell de Minos. Algunes tradicions diuen que Teseu es va casar amb Peribea. Peribea va ser famosa sobretot per casar-se amb Telamó i ser mare d'Àiax.
En arribar a Creta, Teseu proposà a Minos que si aconseguia matar el monstre, els catorze joves quedarien lliures i Atenes exempta del tribut, cosa que Minos acceptà. Ariadna, filla de Minos, s'havia enamorat de Teseu i, a canvi de la promesa que es casaria amb ella i la trauria de Creta, es decidí a ajudar-lo. Li donà un cabdell de fil que li havia donat l'inventor Dèdal (constructor del Laberint) perquè, després de matar el Minotaure, pogués sortir del Laberint on estava tancat el monstre. Segons una altra versió, en lloc d'un cabdell de fil Ariadna li va donar una corona lluminosa, regal que l'hi havia fet Dionís. Amb la llum d'aquesta corona Teseu hauria pogut trobar la sortida del laberint. Altres vegades es diu que la corona no va ser un regal d'Ariadna, sinó d'Amfitrite, que li hauria regalat quan va anar al palau de Posidó a buscar l'anell de Minos.
Després de matar el Minotaure en un combat cos a cos (ja que els joves havien d'entrar desarmats al Laberint), Teseu aconseguí sortir del Laberint gràcies al cabdell d'Ariadna, i fugí amb ella i els altres joves després d'enfonsar les naus cretenques per evitar la persecució. La versió més coneguda diu que Teseu va arribar a Naxos una tarda per tal de fer-hi escala. Ariadna s'adormí i quan es va fer de dia va trobar-se sola a la platja i va veure la nau de Teseu perdent-se en l'horitzó. Algunes versions afirmen que Teseu abandonà Ariadna perquè estimava una altra dona, Egle, filla de Panopeu, mentre que d'altres diuen que ho havia fet per ordre de Dionís, que s'havia enamorat d'Ariadna. Altres versions expliquen que el déu l'havia raptat durant la nit, o que Atena o Hermes haurien ordenat a Teseu que l'abandonés. La noia es va casar després amb Dionís, que la va portar al país dels déus.

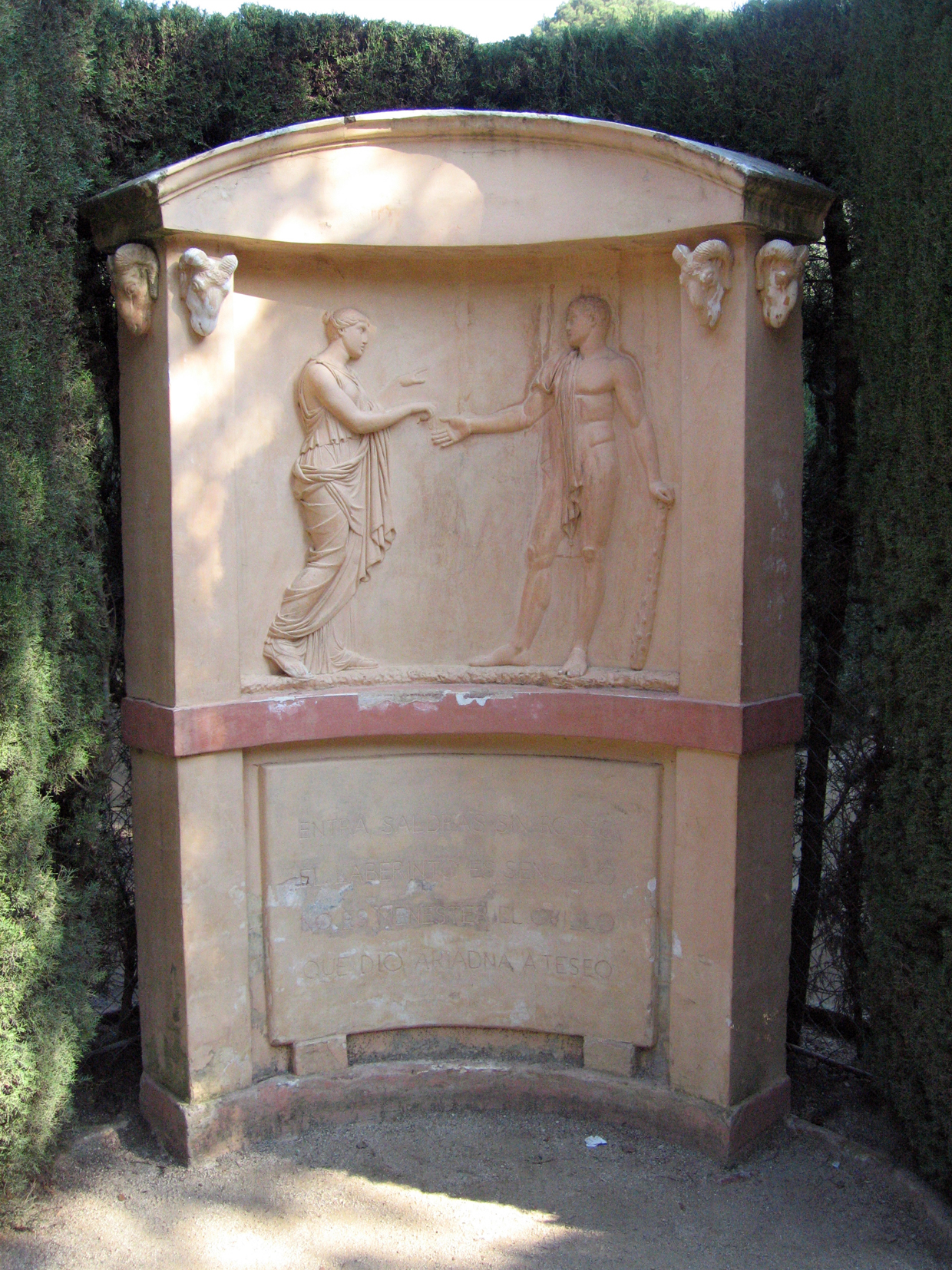
Teseu i Ariadna - Parc del Laberint d'Horta - Barcelona

S'explicaven altres versions sobre l'episodi d'Ariadna abandonada per Teseu. Una tempesta havia arrossegat la nau on anaven a les costes de Xipre, i Ariadna, embarassada i molt marejada, hauria desembarcat. Teseu havia tornat a la nau, i un vent tempestuós l'hauria portat a mar oberta. Les dones de l'illa, compadides de la noia abandonada, li portaven cartes que havien escrit elles mateixes fent veure que les enviava Teseu. Però Ariadna hauria mort en donar a llum el seu fill. Més tard, Teseu hauria tornat a l'illa recompensant a les dones i instituint una cerimònia en honor d'Ariadna.
Els atenesos de l'època històrica commemoraven la mort del Minotaure enviant una nau a Delos en acció de gràcies, explica Plató.

## Retorn a Atenes
En el camí de tornada, Teseu va fer una escala a Delos, on va consagrar una estàtua d'Afrodita que l'hi havia donat Ariadna en el temple de la ciutat. Allà va ballar, juntament amb els joves que havia salvat, una dansa molt complicada i circular que representava les formes del laberint. Aquesta dansa encara es ballava en època històrica.
Quan Teseu arribava a les costes de l'Àtica, es va oblidar de canviar les veles negres per les blanques, ja que estava distret pel dolor provocat per la pèrdua d'Ariadna. Egeu, que estava esperant el seu fill, va pensar que aquest havia mort, i es llançà a la mar, que des de llavors té el nom de mar Egea. També es deia que Egeu observava el mar des de dalt de l'Acròpoli, en el lloc on després s'alçà el temple de Nike Àptera, i quan va veure la vela negra es llançà pel penya-segat i es va matar. Plutarc explica que el vaixell de Teseu s'havia conservat fins als temps històrics, substituint gradualment totes les parts, i que els filòsofs van discutir sobre si encara era el vaixell original. Aquesta qüestió encara es coneix com el «vaixell de Teseu».
Després de la mort d'Egeu, Teseu esdevingué el rei d'Àtica, i unificà la regió, reunint en una sola ciutat els habitants disseminats pel camp (cosa que es coneix com a sinecisme urbà) i convertint Atenes en la seva capital. Construí diversos edificis polítics, com ara el Pritaneu, va instituir les festes de les Panatenees, que simbolitzaven la unitat política de l'Àtica, encunyà moneda i dividí la societat en tres classes: nobles, artesans i pagesos. A més, instaurà la democràcia de l'era clàssica. També conquerí la ciutat de Mègara, que incorporà a l'estat que havia creat. A la frontera entre el Peloponès i l'Àtica va erigir una estela per marcar la frontera entre els dos països. De la mateixa manera que Hèracles havia fundat els Jocs Olímpics en honor de Zeus, Teseu va reformar els Jocs Ístmics a Corint, en honor de Posidó.
Quan regnava Teseu es va produir l'expedició dels set Cabdills contra Tebes. Adrast, l'únic supervivent de la lluita, va fugir al galop fins a Atenes per posar-se sota la protecció de Teseu. Sembla que Teseu atacà Tebes, s'apoderà dels cossos de les víctimes i els portà a Eleusis a enterrar. Teseu ja havia protegit Èdip quan aquest s'havia refugiat a Colonos.

## Amazones
Es conserva per tradició un record de la guerra que els habitants de l'Àtica van fer contra les amazones, però hi havia diverses versions sobre els orígens d'aquesta guerra. De vegades es deia que Teseu havia participat en l'expedició d'Hèracles contra elles, un dels seus dotze treballs, i com a premi al seu valor hauria rebut com a captiva Antíope (o Melanipe, o Hipòlita), una de les amazones. Però altres mitògrafs expliquen que Teseu només hi va anar per raptar Antíope. Quan va arribar al regne de les amazones, Teseu va ser ben rebut, ja que les dones guerrers no odiaven els estrangers, i el van obsequiar amb regals. Teseu va convidar a la noia que li portava els regals, Antíope, a pujar a la seva nau, i quan va ser a bord, Teseu va salpar ràpidament. Les amazones es van dirigir cap a Atenes, es van apoderar de l'Àtica i van establir un campament als afores de la ciutat. La batalla decisiva es va entaular al peu de l'acròpoli, el dia que se celebrava la festa de la Bedròmia. Les amazones van aconseguir un èxit momentani, però els atenesos van atacar un dels seus flancs i les guerreres van haver de firmar la pau. Altres versions parlaven de les aventures amoroses de Teseu. Alguns autors expliquen que les amazones no van atacar l'Àtica per rescatar Antíope, sinó perquè Teseu l'havia repudiada després de casar-se amb Fedra, que li havia donat Deucalió, fill de Minos. Antíope (o Hipòlita), que havia tingut un fill de Teseu, Hipòlit, va voler venjar-se i va organitzar l'expedició contra Atenes, on va arribar el mateix dia del casament entre Teseu i Fedra. Antíope, al capdavant de les Amazones, va voler entrar a la sala on se celebrava el banquet, però els convidats van tancar les portes i van matar Antíope. Una altra versió deia que les amazones van atacar Teseu per rescatar Antíope, ja que tots dos s'estimaven i no volien separar-se. Antíope lluità contra les amazones al costat de Teseu, i va morir. Teseu i Fedra no es van casar fins que Antíope va morir. Una tradició molt antiga deia que Teseu havia sacrificat Antíope per ordre d'un oracle a Fobos, la divinitat de la por, quan havia començat l'atac de les amazones.

## Teseu i Pirítous
Quan Teseu va arribar a l'edat de la maduresa s'explicava que va viure una sèrie d'episodis a conseqüència de la seva amistat amb Pirítous, l'heroi làpita. Es diu que Pirítous, seduït per les proeses de Teseu, l'havia volgut posar a prova, però quan anava a escometre l'heroi va quedar tant admirat de la seva persona que va renunciar a la lluita i va dir que seria el seu esclau. Teseu li atorgà la seva amistat. Amb Pirítous, Teseu va participar en el combat entre els làpites i els centaures. Després els dos herois van decidir no casar-se sinó era amb filles de Zeus, ja que ells eren fills dels dos déus més importants: Teseu era fill de Posidó i Pirítous de Zeus. Teseu va decidir aconseguir la mà d'Helena i Pirítous la de Persèfone. Van començar raptant Helena, però com que aleshores Teseu tenia uns cinquanta anys, alguns mitògrafs deien que el raptor no va ser Teseu, sinó Idas i Linceu, i que aquests van confiar Helena a Teseu. O també que el pare d'Helena, Tindàreu, li va donar perquè la custodiés. Però la versió més freqüent diu que Teseu i Pirítous van anar junts a Esparta i van raptar Helena mentre aquesta assajava una dansa ritual al temple d'Àrtemis. Els van perseguir, però els seus perseguidors es van aturar a Tegea. Allunyats del perill, els dos herois van fer a sorts qui es quedaria amb Helena, i el que sortís afavorit havia d'ajudar a l'altre a aconseguir Persèfone. La sort li va donar Helena a Teseu, però com que no tenia edat per casar-se, la va portar en secret al costat de la seva mare Etra. Després acompanyà Pirítous a conquerir Persèfone.
Mentre era fora, els germans d'Helena, Càstor i Pòl·lux, van envair l'Àtica amb un exèrcit d'arcadis i lacedemonis. Van reclamar, primer de forma pacífica, al poble atenès que els tornessin la seva germana, però els habitants d'Atenes van dir que no sabien on era. Llavors els Dioscurs van adoptar una actitud més bel·ligerant. Un cert Academos, que sabia on estava amagada, els va revelar el secret. Des d'aleshores, les nombroses incursions que els lacedemonis van fer a l'Àtica, ja en època històrica, sempre van respectar l'Acadèmia, el jardí funerari d'Academos. Els Dioscurs van atacar Afidna, la ciutat on Helena estava amagada sota la cura d'Etra, i se l'emportaren, juntament amb la mare de Teseu que es van endur captiva. Després van instal·lar al tron d'Atenes a Menesteu, fill de Pèteu i net d'Erecteu. Aquest Menesteu va reunir al seu voltant els nobles descontents amb les reformes de Teseu.
Mentrestant, Teseu i Pirítous eren a l'Hades, l'inframon. El déu Hades va fer veure que els rebia amablement i els va oferir un banquet. Però van quedar clavats als seus seients i no es van poder aixecar. Quan Hèracles va baixar als inferns els va voler alliberar, però només Teseu va rebre el permís dels déus per tornar a la terra. Pirítous va quedar-se assegut eternament a la "cadira de l'oblit".

## Mort de Teseu
Quan Teseu tornà a Atenes, rescatat per Hèracles, va trobar que la situació era molt crítica. El poder se l'havien repartit les diverses faccions polítiques i ell només era rei de nom. Sense esperances de poder-se confirmar en el tron, va enviar en secret els seus fills a Eubea, al palau d'Elefènor, fill de Calcodont. Teseu va emprendre el camí de l'exili tot maleint la ciutat d'Atenes. Va voler trobar asil a Creta, a la cort del seu cunyat Deucalió, però una tempesta el va llançar a les costes d'Esciros, o també que havia anat a Esciros a trobar-se amb el rei Licomedes, amb qui tenia vincles familiars. Licomedes l'acollí, però amb el pretext d'ensenyar-li l'illa, el va portar dalt d'un cim i el precipità a traïció d'una roca i el va matar. Alguns autors diuen que Licomedes no hi va intervenir, i que Teseu, una nit després de sopar va anar a passejar per la muntanya i es va estimbar. La seva mort va passar de moment inadvertida i Menesteu va seguir regnant a Atenes. Els dos fills de Teseu van anar a la guerra de Troia i al tornar, quan Menesteu ja era mort, van recuperar el tron de la ciutat.
Durant la batalla de Marató contra els perses, els soldats atenesos van veure a l'avantguarda de l'exèrcit un heroi de talla prodigiosa i van comprendre que era Teseu. Després de les guerres mèdiques, l'oracle de Delfos va manar als atenesos que recollissin les cendres de Teseu i li donessin honrosa sepultura a la ciutat. Cimó va complir l'oracle i va conquerir l'illa d'Esciros. Sobre un turó va veure una àliga que regirava la terra amb les seves ungles, i inspirat pels déus, va entendre quin significat tenia aquell prodigi. Va excavar el turó i va trobar un taüt amb les restes d'un heroi d'estatura prodigiosa, que tenia al costat una llança de bronze i una espasa. Cimó es va endur les relíquies i els atenesos van rebre el cos de Teseu amb unes celebracions magnífiques. El van enterrar en el lloc on més endavant s'hi va alçar el gimnàs de Ptolemeu. La seva tomba va ser durant molts anys asil dels esclaus fugitius i dels pobres perseguits pels rics, ja que Teseu havia estat un campió de la democràcia.